# Успеновка (Бердянский район)
Успеновка (укр. Успенівка) — село,
Андреевский поселковый совет,
Бердянский район,
Запорожская область,
Украина.
Код КОАТУУ — 2320655206. Население по переписи 2001 года составляло 1218 человек.

## Географическое положение
Село Успеновка находится на берегу реки Кильтичия,
выше по течению примыкает пгт Андреевка,
ниже по течению на расстоянии в 2,5 км расположено село Ивановка.
Через село проходит автомобильная дорога Т-0815.

## История
- 1921 — дата основания.

## Экономика
- «Нива», агрофирма, ООО.
- «Перемога», агрофирма.

## Объекты социальной сферы
- Школа I—II ст.